# Gentiana elmeriana
Gentiana elmeriana là một loài thực vật có hoa trong họ Long đởm. Loài này được Halda mô tả khoa học đầu tiên năm 1995.